# Stefano Scarampella
Stefano Scarampella (Brescia, 1843 – Mantova, 23 gennaio 1925) è stato un liutaio italiano, costruttore di violini e violoncelli. È considerato uno dei migliori costruttori di violini del XX secolo.

## Biografia
Nato a Brescia, Scarampella non iniziò la sua attività di liutaio fino all'età di quarant'anni. Suo fratello, Giuseppe Scarampella, era anch'egli un costruttore di violini, e Stefano lavorò con lui fino alla sua morte, nel 1902. Successivamente, Stefano gestì l'attività del fratello Giuseppe. Si trasferì a Mantova nel 1886, dove morì nel 1925. I suoi strumenti sono tuttora venduti da musicisti e collezionisti. Si crede ne abbia costruiti fra gli 800 e i 900 durante tutta la sua carriera.

## Utilizzatori
- Tom Chiu[1]
- Jasper Wood[4]